# Gouvernement national (Royaume-Uni)
Pour les articles homonymes, voir Gouvernement national.
Au Royaume-Uni, le Gouvernement national (en anglais : National Governement), aussi appelé Gouvernement d'union nationale, est un terme utilisé pour désigner un gouvernement de coalition composé de plusieurs ou de tous les partis politiques majeurs et formés pour faire face à la Grande Dépression au Royaume-Uni entre 1931 et 1940.
Il se réfère principalement aux gouvernements suivants :
- premier gouvernement national (1931) dirigé par le travailliste Ramsay MacDonald ;
- deuxième gouvernement national (1931-1935) de nouveau dirigé par Ramsay MacDonald ;
- troisième gouvernement national (1935-1937) dirigé par le conservateur Stanley Baldwin ;
- quatrième gouvernement national (1937-1939) dirigé par le conservateur Neville Chamberlain.

Par la suite, Neville Chamberlain forme un cabinet de guerre en septembre 1939 constitué du Parti conservateur, du Parti national-libéral et du National Labour. Celui de Winston Churchill, entre 1940 et 1945, se compose ensuite du Parti conservateur, travailliste, national-libéral, libéral et du National Labour.